# Масеру
Ма́серу (англ. Maseru) — столица государства Лесото, административный центр одноимённого района. Расположен на берегу реки Каледон, на границе с ЮАР. Это единственный крупный город Лесото, население которого составляет 227 880 человек по данным на 2006 год. С 1869 года — столица британского протектората, а с 1966 года, когда страна объявила независимость — столица государства Лесото.

## Этимология
На языке коренного населения — сесото — топоним «Масеру» означает «место красных песчаников», то есть указывает на преобладающий грунт в городе и его окрестностях.

## География и климат

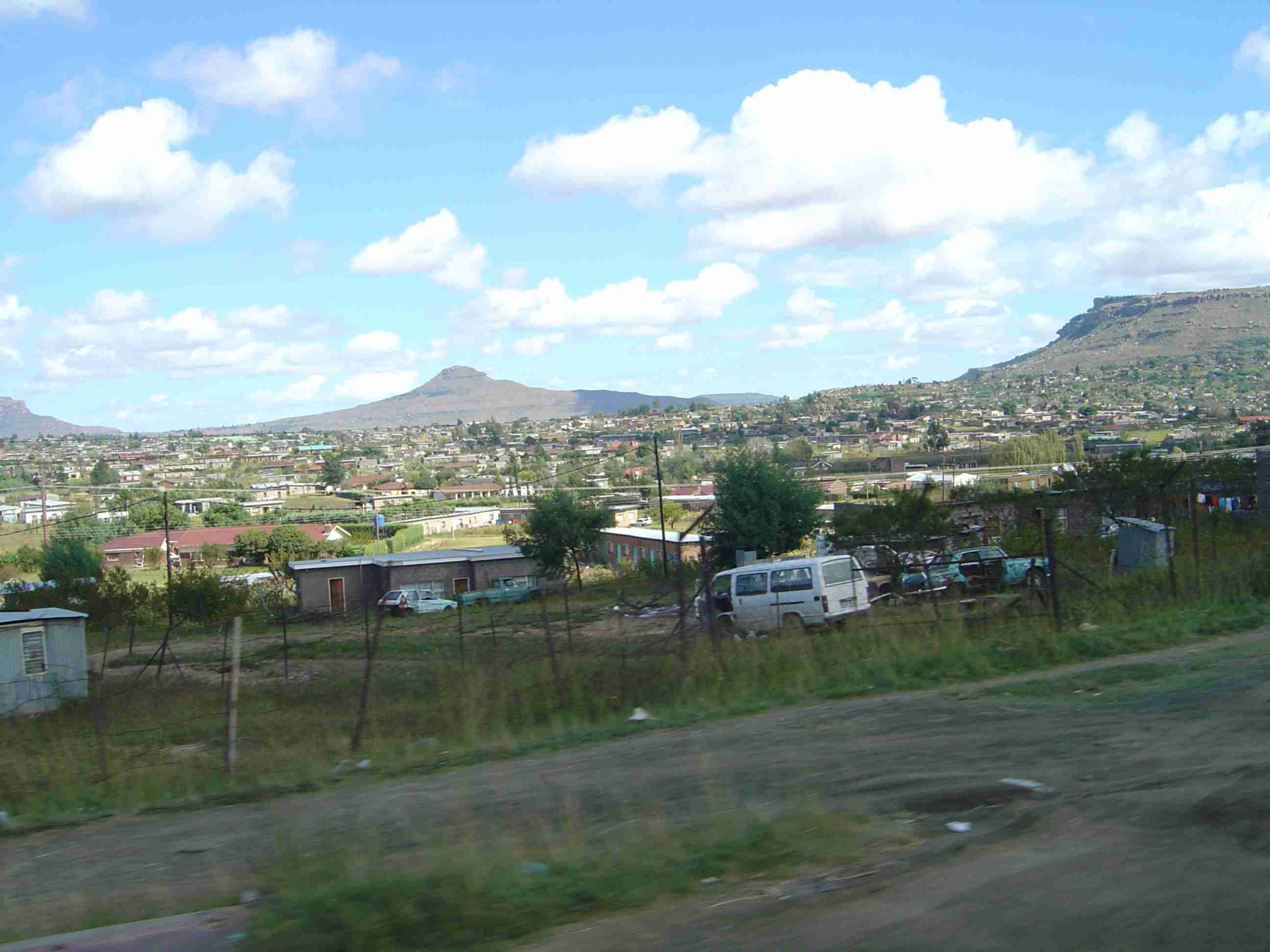
Вид на город с главной дороги к югу от Масеру

Масеру расположен в предгорьях Драконовых гор на западе Лесото, недалеко от западной границы этой страны с ЮАР. Город стоит на левом берегу реки Каледон (Мохокаре); мост через эту реку соединяет Масеру с небольшим городом Ледибранд на территории ЮАР. Город раскинулся в предгорьях гор Малоти, на высоте 1600 м над уровнем моря. Территория города составляет 138 км².
Железнодорожное сообщение соединяет Масеру с Марселем в провинции Фри-Стейт (ЮАР), через который в свою очередь проходит железная дорога из Блумфонтейна в Квазулу-Натал. С Блумфонтейном Масеру также связывает автомобильная дорога. Масеру — основной узел национальной системы автобусного сообщения. Связь между столицей и горными районами Лесото осуществляется посредством автомобильных дорог и воздушного сообщения (вылеты из международного аэропорта имени Мошвешве I. Регулярная авиалиния действует между Масеру и Йоханнесбургом. Маленький городской аэропорт используется только полицией и службой воздушной медицинской помощи.
Климат города характеризуется как субтропический горный, с жарким дождливым летом и прохладной или холодной зимой. Средние летние температуры (с декабря по март) составляют около 22 °С, а средние зимние (с июня по сентябрь) составляют около 9 °С. Самый тёплый месяц — январь, с температурами варьирующимися от 15 до 33 °С, а самый холодный — июль, с температурами от −3 до 17 °С. Годовой уровень осадков составляет более 700 мм. Большая их часть выпадает в летние месяцы — с ноября по апрель.
| Показатель                    | Янв. | Фев. | Март | Апр. | Май | Июнь | Июль | Авг. | Сен. | Окт. | Нояб. | Дек. | Год |
| ----------------------------- | ---- | ---- | ---- | ---- | --- | ---- | ---- | ---- | ---- | ---- | ----- | ---- | --- |
| Средний суточный максимум, °C | 28   | 27   | 24   | 21   | 18  | 16   | 16   | 19   | 23   | 24   | 26    | 27   | 22  |
| Средняя температура, °C       | 22   | 21   | 18   | 15   | 11  | 9    | 9    | 11   | 15   | 17   | 19    | 20   | 15  |
| Средний суточный минимум, °C  | 15   | 14   | 12   | 8    | 4   | 1    | 1    | 2    | 6    | 9    | 11    | 13   | 8   |
| Норма осадков, мм             | 111  | 110  | 92   | 70   | 29  | 17   | 12   | 19   | 27   | 61   | 87    | 88   | 723 |
| Источник: World Climate Guide |      |      |      |      |     |      |      |      |      |      |       |      |     |

## История
Город основан в 1869 году Мошешем I, верховным вождём басуто. Основание Масеру, где расположился пост британской колониальной полиции, было связано с закончившейся незадолго до этого войной между басуто и Оранжевым Свободным Государством; в задачи британского гарнизона входила охрана границы с Оранжевым Свободным Государством, остававшейся неспокойной. С 1869 по 1871 год и затем снова с 1884 года Масеру служил административным центром британского протектората Басутоленд (в период с 1871 по 1884 год административный центр располагался в Капской колонии).

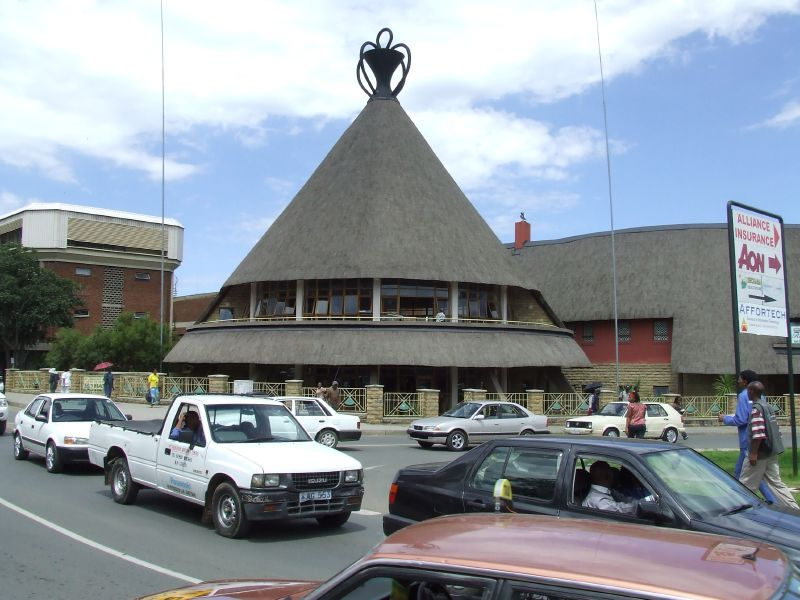
Центр шляпного искусства

Первоначальная площадь участка, переданного британской администрации, составляла 23 км². После постройки первых административных зданий начался медленный рост поселения, продолжавшийся следующие 20 лет. В 1875 году была построена первая в Басутоленде больница западного типа, в 1880 году — первая школа, уничтоженная в ходе Оружейной войны 1880—1881 годов, не успев начать работу. В 1890-е годы были построены новые здания колониальной администрации, английская средняя школа и англиканская церковь. В 1904 году открылось отделение Standard Bank, ставшее первым постоянным банком в Басутоленде. На следующий год было завершено строительство железнодорожного моста через реку Каледон и в Масеру появилась железнодорожная станция. В десятилетие бурного роста, последовавшего за этим событием, в Масеру, среди прочего, было возведено здание Национального совета Басутоленда. В 1933 году в городе появилось электричество, и вдоль его центральной улицы были установлены электрические фонари. В 1958 году в северной части Масеру был построен большой католический собор, а спустя 4 года на юге города появился Центр шляпного искусства басуто (англ. Basotho Hat Craft Center), ставший позже местной достопримечательностью.
В первые годы после Второй мировой войны в Масеру проживали около 600 белых и 2000 басуто. В городе практиковалась расовая сегрегация, напоминавшая порядки в ЮАР и бывшая объектом критики со стороны африканских организаций, в особенности партии Конгресса Басутоленда. В 1960 году антирасистские выступления вылились в серию уличных беспорядков.
После провозглашения независимости Лесото в 1966 году Масеру с населением 15 тысяч человек стал столицей нового государства. В следующие 20 лет город переживал стремительный экономический рост благодаря туризму из ЮАР и значительному количеству экспатриантов, поселившихся в нём испытал значительный рост населения. В это время в Масеру были построены три современных отеля и несколько больших торговых центров. По мере роста города увеличивалась нагрузка на существующие дороги. В рамках усилий по борьбе с пробками все существующие дороги были заасфальтированы, а в начале XXI века через центр Масеру были проложены несколько новых улиц. В 1980 году городская территория была увеличена с 23 до 138 км², и городская застройка охватила площади на расстоянии до 10 км от центра, фактически соединив его с посёлками Масианокенг на востоке и Ха-Фосо на севере.
В 1990-е годы Масеру стал местом крупномасштабных беспорядков. В 1991 году в них погибли более 40 человек, многие бизнесы были закрыты. Совместная попытка властей ЮАР и Ботсваны по наведению порядка в Лесото, известная как операция «Болеас», только ухудшила положение: торговый квартал Масеру был полностью разрушен, большинство магазинов разграблены и сожжены. Восстановление торгового квартала началось в 1998 году.

## Население
Масеру — единственный город Лесото со значительным населением. По данным на 2006 год в нём проживали 227,9 тысячи человек, а в черте городской агломерации — 436,4 тысячи. Население Масеру без учёта пригородов составляло около 10 % от всего населения Лесото и около половины всего городского населения страны. В городе преобладало женское население: на каждых 100 женщин приходились 83 мужчины. По данным на 2016 год, в Масеру проживали 330,8 тысячи человек. Более 99 % населения города относятся к народу басуто, основным языком общения в столице является сесото, английский язык также имеет статус официального..
Город является центром католической архиепархии Масеру.

## Экономика и культура
Масеру — главный экономический и культурный центр страны. Предприятия пищевой промышленности; обрабатывающая, сельскохозяйственная отрасли, производство одежды. Торговля сосредоточена в двух центральных деловых районах, раскинувшихся вдоль улицы Кингсвэй. В западном деловом районе сосредоточены офисы, крупные магазины, несколько банков. В восточном районе располагаются малые мелкие предприятия, рынки и концентрируются уличные торговцы.
В городе Рома в 24 км от столицы расположен Национальный университет Лесото (основан в 1945 году как университетский колледж, статус университета с 1964 года). В Масеру действуют политехнический институт (основан в 1906 году) и Сельскохозяйственный колледж Лесото (1955). Там же расположены Национальный музей, Национальные архивы, Национальная библиотека и библиотека Британского совета. Основное спортивное сооружение — стадион «Сетсото», построенный в 1980-е годы и рассчитанный на 20 тысяч зрителей.
В городе сохранилось сравнительно немного зданий постройки XIX века. Архитектурные памятники и достопримечательности столицы включают католический собор Св. Виктории и англиканскую церковь Св. Иоанна, императорский дворец, здание парламента и старый железнодорожный вокзал. В 18 км от города расположен Международный аэропорт имени Мошвешве I.